# George James Allman

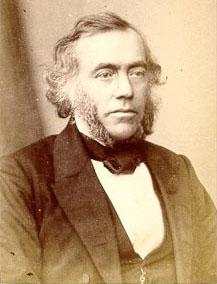
George James Allman

George James Allman (* 1812 in Cork, Irland; † 24. November 1898 in Ardmore, Parkstone, Dorset) war ein irischer Biologe und Hochschullehrer. Sein offizielles botanisches Autorenkürzel lautet „G.J.Allman“.

## Leben
Allman besuchte die Royal Academical Institution in Belfast. Eine Zeit lang studierte er Jura, gab dies jedoch zugunsten des Studiums der Naturgeschichte auf. 1843 erhielt er in Dublin den medizinischen Doktorgrad. 1844 wurde er Professor für Botanik an der Universität Dublin; sein dortiger Vorgänger William Allman (1776–1846) hatte den gleichen Nachnamen wie er. Etwa zwölf Jahre später wurde er Regius Professor of Natural History an der Universität Edinburgh. 1870 ging er aus gesundheitlichen Gründen vorzeitig in den Ruhestand, den er in Dorsetshire verbrachte; fortan widmete er sich dem Gartenbau, seinem größten Hobby.
1854 wurde Allman als Mitglied („Fellow“) in die Royal Society gewählt, die ihm 1873 die Royal Medal verlieh. 1856 wurde er Fellow der Royal Society of Edinburgh. 1896 wurde er mit der Linné-Medaille der Linnean Society of London ausgezeichnet. Mehrere Jahre war er Präsident der Linnaean Society.

## Werke
Allman publizierte zahlreiche Werke. Als sein wichtigstes Werk gilt seine 1871 bis 1872 veröffentlichte Monografie über Hydrozoen. Dieses sehr ausführliche Werk hatte Allman selbst mit wertvollen Zeichnungen aus eigener Hand bereichert.